# Dit is mijn lijf
Dit is mijn lijf is een Nederlands televisieprogramma. In het programma gaan twee huisartsen en één tandarts door heel Nederland om gênante, opvallende of schokkende aandoeningen te behandelen. Het team van drie helpt de patiënten door ze, na het stellen van een diagnose, door te sturen naar een specialist of apotheek.
Het programma is een spin-off van het Britse programma Embarrassing Bodies. Van dat laatste programma bestaat tevens een Nederlandse variant onder de naam Gênante lijven, uitgezonden op RTL 5.